# Horbacze (obwód brzeski)
Horbacze (biał. Гарбачы, Harbaczy; ros. Горбачи, Gorbaczi) – wieś na Białorusi, w obwodzie brzeskim, w rejonie lachowickim, w sielsowiecie Nowosiółki.

## Historia
W dwudziestoleciu międzywojennym leżały w Polsce, w województwie nowogródzkim, w powiecie baranowickim, w gminie Darewo. W 1921 miejscowość liczyła 386 mieszkańców, zamieszkałych w 76 budynkach, w tym 253 Polaków i 133 Białorusinów. 259 mieszkańców było wyznania rzymskokatolickiego i 127 prawosławnego.
Po II wojnie światowej w granicach Związku Sowieckiego. Od 1991 w niepodległej Białorusi.